# Vire-sur-Lot
Vire-sur-Lot är en kommun i departementet Lot i regionen Occitanien i södra Frankrike. Kommunen ligger i kantonen Puy-l'Évêque som tillhör arrondissementet Cahors. År 2022 hade Vire-sur-Lot 344 invånare.

## Befolkningsutveckling
Antalet invånare i kommunen Vire-sur-Lot
| Referens: INSEE |